# Liste der Bodendenkmäler in Lohr am Main
Auf dieser Seite sind die Bodendenkmäler in der unterfränkischen Stadt Lohr am Main zusammengestellt. Diese Tabelle ist eine Teilliste der Liste der Bodendenkmäler in Bayern. Grundlage ist die Bayerische Denkmalliste, die auf Basis des Bayerischen Denkmalschutzgesetzes vom 1. Oktober 1973 erstmals erstellt wurde und seither durch das Bayerische Landesamt für Denkmalpflege geführt wird. Die folgenden Angaben ersetzen nicht die rechtsverbindliche Auskunft der Denkmalschutzbehörde.

## Bodendenkmäler der Gemeinde Lohr am Main

### Bodendenkmäler in der Gemarkung Halsbach
| Lage                | Objekt | Akten-Nr.     | Bild |
| ------------------- | --- | ------------- | ---- |
| Halsbach (Standort) | Befunde der frühen Neuzeit im Bereich der ehemalige Katholischen Filialkirche Mariä Himmelfahrt von Halsbach. | D-6-5923-0047 |      |

### Bodendenkmäler in der Gemarkung Lohr a.Main
| Lage                   | Objekt | Akten-Nr.     | Bild |
| ---------------------- | --- | ------------- | ---- |
| Lohr a.Main (Standort) | Spätmittelalterliche bis frühneuzeitliche Glashütte. | D-6-5922-0056 |      |
| Lohr a.Main (Standort) | Spätmittelalterliche bis frühneuzeitliche Glashütte. | D-6-5922-0057 |      |
| Lohr a.Main (Standort) | Spätmittelalterliche bis frühneuzeitliche Glashütte. | D-6-5922-0058 |      |
| Lohr a.Main (Standort) | Siedlung der Hallstatt- oder Latènezeit | D-6-6023-0006 |      |
| Lohr a.Main (Standort) | Befunde des Mittelalters und der frühen Neuzeit im Bereich der Katholischen Stadtpfarrkirche St. Michael von Lohr a.Main.                               | D-6-6023-0047 |      |
| Lohr a.Main (Standort) | Befunde der frühen Neuzeit im Bereich des Kapuzinerklosters mit Klosterkirche St. Joseph, abgegangenes mittelalterliches und frühneuzeitliches Schloss. | D-6-6023-0048 |      |
| Lohr a.Main (Standort) | Befunde der frühen Neuzeit im Bereich der St. Valentinus-Kapelle.                                                                                       | D-6-6023-0049 |      |
| Lohr a.Main (Standort) | Befunde des späten Mittelalters und der frühen Neuzeit im Bereich des ehemaligen sog. Mainzer Schlosses.                                                | D-6-6023-0050 |      |
| Lohr a.Main (Standort) | Spätmittelalterliche Stadtbefestigung von Lohr a.Main.                                                                                                  | D-6-6023-0051 |      |
| Lohr a.Main (Standort) | Befunde des Mittelalters und der frühen Neuzeit im Bereich der befestigten Kernstadt von Lohr a.Main.                                                   | D-6-6023-0052 |      |
| Lohr a.Main (Standort) | Befunde der frühen Neuzeit im Bereich der südöstlichen Vorstadt von Lohr a.Main.                                                                        | D-6-6023-0053 |      |

### Bodendenkmäler in der Gemarkung Pflochsbach
| Lage                   | Objekt                                                                                               | Akten-Nr.     | Bild |
| ---------------------- | --- | ------------- | ---- |
| Pflochsbach (Standort) | Befunde der frühen Neuzeit im Bereich der katholischen Pfarrkirche St. Jakobus d. Ä. von Plochsbach. | D-6-6023-0055 |      |
| Pflochsbach (Standort) | Bestattungsplatz mit Grabhügel vorgeschichtlicher Zeitstellung.                                      | D-6-6023-0096 |      |

### Bodendenkmäler in der Gemarkung Rodenbach
| Lage                 | Objekt                                                                                       | Akten-Nr.     | Bild |
| -------------------- | -------------------------------------------------------------------------------------------- | ------------- | ---- |
| Rodenbach (Standort) | Befunde der frühen Neuzeit im Bereich der Katholischen Pfarrkirche St. Rochus von Rodenbach. | D-6-6023-0057 |      |
| Rodenbach (Standort) | Befunde der frühen Neuzeit im Bereich des ehemaligen Schlosses von Rodenbach.                | D-6-6023-0059 |      |

### Bodendenkmäler in der Gemarkung Ruppertshüttener Forst
| Lage                              | Objekt                                                     | Akten-Nr.     | Bild |
| --------------------------------- | ---------------------------------------------------------- | ------------- | ---- |
| Ruppertshüttener Forst (Standort) | Glashütte des späten Mittelalters oder der frühen Neuzeit. | D-6-5823-0010 |      |

### Bodendenkmäler in der Gemarkung Ruppertshütten
| Lage                      | Objekt                                                                         | Akten-Nr.     | Bild |
| ------------------------- | ------------------------------------------------------------------------------ | ------------- | ---- |
| Ruppertshütten (Standort) | Befunde der frühen Neuzeit im Bereich der ehemalige Kirche von Rupertushütten. | D-6-5923-0050 |      |

### Bodendenkmäler in der Gemarkung Sendelbach
| Lage                  | Objekt | Akten-Nr.     | Bild |
| --------------------- | --- | ------------- | ---- |
| Sendelbach (Standort) | Befunde des späten Mittelalters und der frühen Neuzeit im Bereich der Katholischen Wallfahrtskirche Mariä Heimsuchung und des Klosters Mariabuchen. | D-6-6023-0061 |      |
| Sendelbach (Standort) | Bestattungsplatz mit Grabhügel vorgeschichtlicher Zeitstellung.                                                                                     | D-6-6023-0090 |      |

### Bodendenkmäler in der Gemarkung Steinbach
| Lage                 | Objekt                                                                                       | Akten-Nr.     | Bild |
| -------------------- | -------------------------------------------------------------------------------------------- | ------------- | ---- |
| Steinbach (Standort) | Neuzeitliche Sternschanze.                                                                   | D-6-5923-0002 |      |
| Steinbach (Standort) | Siedlung vor- und frühgeschichtlicher Zeitstellung.                                          | D-6-5923-0018 |      |
| Steinbach (Standort) | Befunde der frühen Neuzeit im Bereich der Katholischen Pfarrkirche St. Joseph von Steinbach. | D-6-5923-0053 |      |
| Steinbach (Standort) | Befunde der frühen Neuzeit im Bereich des Schlosses von Steinbach.                           | D-6-5923-0054 |      |
| Steinbach (Standort) | Freilandstation des Mesolithikums und Siedlung des Neolithikums.                             | D-6-5923-0063 |      |
| Steinbach (Standort) | Bestattungsplatz mit Grabhügeln vorgeschichtlicher Zeitstellung.                             | D-6-6023-0008 |      |
| Steinbach (Standort) | Bestattungsplatz mit Grabhügel vorgeschichtlicher Zeitstellung.                              | D-6-6023-0098 |      |